# Erianthemum schmitzii
Erianthemum schmitzii là một loài thực vật có hoa trong họ Loranthaceae. Loài này được Balle ex Wiens & Polhill mô tả khoa học đầu tiên năm 1998.